# Behind the Front
Behind the Front (pol. Za Frontem) – pierwszy album studyjny amerykańskiej grupy hip hopowej Black Eyed Peas, wydany przez Interscope i will.i.am music group, 30 czerwca 1998. Producentem krążka są: frontman grupy will.i.am, Paul Poli, C-los i Brian Lapin. Większość piosenek to dema z albumu Grass Roots. Okładka zawiera oznaczenie Parental Advisory.
W latach 1998−2000 w grupie występowała piosenkarka Kim Hill. Jej głos można usłyszeć w piosenkach "The Way U Make Me Feel", "Be Free" i "What It Is". Mimo iż była członkinią grupy, jej postać nie znalazła się na okładce albumu, natomiast piosenka "Joints & Jam" została użyta w filmie komediowym Bulworth z 1998. Na płycie można usłyszeć wiele innych duetów m.in. Macy Gray (w piosence "Love Don't Wait"). Utwór "Head Bobs" który miał być finałowym i oficjalnym singlem nie został wydany z niewiadomych przyczyn, jednak nagrano do niego wideoklip. Film później zamieszczono na DVD zespołu Behind the Bridge to Elephunk z 2004. Również do piosenki "What It Is" zrealizowano teledysk (zamieszczony został na "Behind the Bridge ..."). Piosenka znalazła się na niektórych wydaniach singla "Joints & Jam" jako jego b-side. Utwór "Be Free" zamieszczono na soundtracku komedii romantycznej Cała ona z 1999. Album składa się z 16 piosenek.
Mimo pozytywnych recenzji wydawnictwo nie odniosło sukcesu komercyjnego.

## Lista utworów
1. "Fallin' Up" (feat. Sierra Swan & Planet Swan) – 5:09
2. "Clap Your Hands" (feat. Dawn Beckman) – 4:57
3. "Joints & Jam" (feat. Ingrid Dupree) – 3:35
4. "The Way U Make Me Feel" – 4:19
5. "Movement" – 4:42
6. "Karma" (feat. Einstein Brown) – 4:28
7. "Be Free" – 4:06
8. "Say Goodbye" (feat. Dawn Beckman) – 4:01
9. "Duet" (feat. Red Foo) – 4:21
10. "Communication" – 5:41
11. "What It Is" – 4:45
12. "¿Que Dices?" – 4:01
13. "A8" – 3:52
14. "Love Won't Wait" (feat. Macy Gray) – 3:35
15. "Head Bobs" – 4:14
16. "Positivity" – 8:05